# 광풍로
광풍로(Gwangpung-ro)는 충청남도 천안시 동남구 광덕면 곡두터널과 청당동을 잇는 도로이다.

## 주요 경유지
충청남도
- 천안시 동남구 (광덕면 - 풍세면 - 구룡동 - 청당동)

## 노선
| 이름              | 접속 노선                   | 소재지            | 소재지            | 소재지            | 비고                                        |
| 부곡산성로와 직결 | 부곡산성로와 직결           | 부곡산성로와 직결 | 부곡산성로와 직결 | 부곡산성로와 직결 | 부곡산성로와 직결                           |
| ----------------- | --------------------------- | ----------------- | ----------------- | ----------------- | ------------------------------------------- |
| 곡두터널          |                             | 천안시            | 동남구            | 광덕면            | 지방도 제618호선과 중복 연장 665m           |
| 죽계교            |                             | 천안시            | 동남구            | 광덕면            | 지방도 제618호선 구간 지방도 제629호선 구간 |
| (광덕산휴게소앞)  | 지방도 제618호선 (해수길)   | 천안시            | 동남구            | 광덕면            | 지방도 제618호선 구간 지방도 제629호선 구간 |
| 승저교 지장교     |                             | 천안시            | 동남구            | 광덕면            |                                             |
| 지장 교차로       | 지장길                      | 천안시            | 동남구            | 광덕면            |                                             |
| 보산원삼거리      | 지방도 제623호선 (보산원로) | 천안시            | 동남구            | 광덕면            | 지방도 제623호선 구간 지방도 제629호선 구간 |
| 대덕 교차로       | 신흥리1길                   | 천안시            | 동남구            | 광덕면            | 지방도 제623호선 구간 지방도 제629호선 구간 |
| 대덕교            |                             | 천안시            | 동남구            | 광덕면            | 지방도 제623호선 구간 지방도 제629호선 구간 |
| 매당 교차로       | 지방도 제623호선 (광덕로)   | 천안시            | 동남구            | 광덕면            | 지방도 제623호선 구간 지방도 제629호선 구간 |
| 풍서2 교차로      | 풍세로                      | 천안시            | 동남구            | 풍세면            |                                             |
| 풍서천교          |                             | 천안시            | 동남구            | 풍세면            |                                             |
| 풍서1 교차로      | 가송로                      | 천안시            | 동남구            | 풍세면            |                                             |
| 풍세뜰 교차로     | 용무길                      | 천안시            | 동남구            | 풍세면            |                                             |
| 풍세 교차로       | 송정2길                     | 천안시            | 동남구            | 풍세면            |                                             |
| 두남 교차로       | 미죽로                      | 천안시            | 동남구            | 풍세면            | 두남2 교차로와 연결                         |
| 곡교천1교         |                             | 천안시            | 동남구            | 풍세면            |                                             |
| (생태터널)        |                             | 천안시            | 동남구            | 풍세면            |                                             |
| 서천안 나들목     | 32호선 당진청주고속도로     | 천안시            | 동남구            | 청룡동            |                                             |
| 청당교            |                             | 천안시            | 동남구            | 청룡동            |                                             |
| 남부고가교        | 국도 제21호선 (남부대로)    | 천안시            | 동남구            | 청룡동            |                                             |
| 청수(회전)교차로  | 청수14로                    | 천안시            | 동남구            | 청룡동            |                                             |
| 풍세로와 직결     |                             |                   |                   |                   |                                             |

## 주요 시설및 건물
- SK에너지 광덕셀프주유소 (광풍로 240/광덕리 410-4)
- 세븐일레븐 천안광덕로드점 (광풍로 729/대덕리 111-2)
- GS25 광덕온누리점 (매풍리 63-8)
- CU 천안광덕점 (광풍로 904/매당리 187)
- GS칼텍스 남양주유소 (광풍로 987/매당리 266)
- HD현대오일뱅크 보성주유소 (광풍로 1333/보성리 64-1)
- 농협 천안농협 주유소 (광풍로 1540/두남리 1-17)
- HD현대오일뱅크 명품충전소 (광풍로 1571/구룡동 655-3)
- 한국도로공사 천안지사 (광풍로 1620/구룡동 632-4)